# Кануку
Планината Кануку (на английски: Kanuku Mountains) е планинска верига в провинцията Горен Такуту-Горен Есекибо, Гвиана. Името на планината произлиза от туземския език Макуши и означава „богата гора“. Кануку е една от 4те планини които съставят Гвианската планинска земя. Другите 3 са Акарай, Иматака и Пакарайма.
Планината е около 100 км дълга, 50 км широка и заема към 5000 км². Някои от върховете в Кануку достигат височина до 1000 м.
Подножието на планината приютява 350 видове птици, което е около 60% от всичките птици в Гвиана. 80% от всичките видове бозайници в Гвиана също могат да се намерят там.